# Jean-Pierre Raffarin
Jean-Pierre Raffarin (n. 3 august 1948, Poitiers) este un om politic francez, membru al Uniunii pentru o Mișcare Populară (UMP). A fost prim-ministrul Franței din 6 mai 2002 până în 31 mai 2005 în cadrul președinției lui Jacques Chirac. Din 2005 este senator din departamentul Vienne.

## Legături externe
- fr  Pagina pe site-ul al Senatului francez